# Prince George-Mount Robson (circonscription britanno-colombienne)
Pour les articles homonymes, voir Prince George et Robson.
Circonscription électorale provinciale du Canada
Prince George-Mount Robson est une ancienne circonscription provinciale de la Colombie-Britannique représentée à l'Assemblée législative de la Colombie-Britannique de 1991 à 2009.

## Géographie
La circonscription représentait une partie de la région de Prince George et le mont Robson dans le district régional de Fraser-Fort George au centre-est de la province.

## Liste des députés
| Législature                                                              | Années                                                                   | Député                                                                   | Député                                                                   | Parti                                                                    |
| Prince George-Mount Robson Circonscription issue de Prince George South. | Prince George-Mount Robson Circonscription issue de Prince George South. | Prince George-Mount Robson Circonscription issue de Prince George South. | Prince George-Mount Robson Circonscription issue de Prince George South. | Prince George-Mount Robson Circonscription issue de Prince George South. |
| ------------------------------------------------------------------------ | ------------------------------------------------------------------------ | ------------------------------------------------------------------------ | ------------------------------------------------------------------------ | ------------------------------------------------------------------------ |
| 35e                                                                      | 1991–1996                                                                |                                                                          | Lois Boone                                                               | Néo-démocratique                                                         |
| 36e                                                                      | 1996–2001                                                                |                                                                          | Lois Boone                                                               | Néo-démocratique                                                         |
| 37e                                                                      | 2001–2005                                                                |                                                                          | Shirley Bond                                                             | Libéral                                                                  |
| 38e                                                                      | 2005–2009                                                                |                                                                          | Shirley Bond                                                             | Libéral                                                                  |
| Circonscription abolie, voir Prince George-Valemount                     |                                                                          |                                                                          |                                                                          |                                                                          |